# Wilchoweć (rejon nowouszycki)
Wilchoweć (ukr. Вільховець) – wieś na Ukrainie, w obwodzie chmielnickim, w rejonie nowouszyckim. W 2001 roku liczyła 1485 mieszkańców.